# Otto Erich Deutsch
Otto Erich Deutsch (født 5. september 1883 i Wien, død 23. november 1967 sammesteds) var en østrigsk musikforsker. Han er bedst kendt for udarbejdelsen af det første komplette katalog over den østrigske komponist Franz Schuberts værker; det blev udgivet på engelsk første gang 1951. I 1978 udkom en revideret udgave på tysk. Schuberts værker identificeres ud fra D-numrene i dette katalog.

## Biografi og værk
Efter at have studeret kunsthistorie og litteraturhistorie i Wien arbejdede Deutsch som lærer ved den kunstvidenskabelige institution ved Wien Universitet og som bibliotekar ved Anthony van Hobokens arkiv.
På grund af sin jødiske afstamning levede Deutsch i eksil i Cambridge, England fra 1938 til 1951. Derpå vendte han hjem til Wien.
Deutsch skrev mange artikler om Schubert og Mozart og udarbejdede også biografier om Schubert, Mozart og Händel.